# 444
Cette page concerne l'année 444  du calendrier julien. Pour l'année 444 av. J.-C., voir 444 av. J.-C. Pour le nombre 444, voir 444 (nombre).
L'année 444 est une année bissextile qui commence un samedi.

## Événements
- 27 juin : mort de Cyrille d'Alexandrie. Dioscore lui succède jusqu'en 451. Il réussit à se faire nommer patriarche œcuménique en 450, mais se heurte à l’hostilité de nombreux évêques d’Orient[1].

- Patrick fonde la ville de Armagh en Irlande[2].

## Décès en 444
- 27 juin : Cyrille, patriarche d'Alexandrie.
- 13 novembre : Brice, évêque de Tours.